# Hynniewtrep
Hynniewtrep és el nom que es donen a si mateixos els grups khasis i jainties en conjunt.
Els khasis estan formats per diversos grups:
- khynriams, que viuen al centre dels Khasi Hills, són els khasis per excel·lència, també anomenats localment com nongphlangs, khatsawphres, mawiangs, marams, etc.
- Pnars, que viuen al límit i dins els Jaintia Hills
- Bhois, que viuen al nord dels Khasi Hills
- Wars, que viuen al sud dels Khasi Hills
- Mailangs, que viuen al sud-oest (anti estat de Langrim)
- Rimens, que viuen al nord del districte de West Khasi Hills
- Muliangs que viuen a l'oest del districte de Ri Bhoi
- Nongtrais, que viuen al nord-oest entre els nongphlangs i els lyngngams

Els jainties o santengs (syntengs) també estan dividits en grups regionals:
- Khyrwangs
- Labangs
- Nangphylluts
- Nangtungs

Un tercer grup, els lyngngams, són una barreja de khasis i garos (achiks) i viuen a l'oest del districte de West Khasi Hills a tocar dels districtes d'East i South Garo Hills.
Tots en conjunt s'anomenen com Hynniewtrep, suposats descendents de Ki Hynniew Trep (literalment 'Les Set Cabanes')
i forman part del grup protoaustroloide, raça mon-khmer.